# ژگوچینا
ژگوچینا (به لهستانی:  Żegocina) یک روستا در لهستان است که در گمینا ژگوچینا واقع شده‌است. ژگوچینا ۱٬۶۷۰ نفر جمعیت دارد.